# کنتوریری (لس آند)
کنتوریری (به اسپانیایی: Nevado Condoriri) یک کوه و قله در بولیوی است که در شهرستان لاپاز (بولیوی) واقع شده‌است. کنتوریری ۵٬۶۴۸ متر بالاتر از سطح دریا واقع شده‌است.